# Arnold Koller
Arnold Koller (Sankt Gallen, 29 augustus 1933) is een Zwitsers voormalig politicus voor de Christendemocratische Volkspartij (CVP/PDC) uit het kanton Appenzell Innerrhoden.

## Biografie

### Opleiding en vroege carrière
Arnold Koller studeerde economie en rechten aan de Universiteit van Fribourg en in Berkely, in de Verenigde Staten. In 1971, toen vrouwen voor het eerst mochten deelnemen aan federale verkiezingen, werd hij verkozen als lid van de Nationale Raad voor het kanton Appenzell Innerrhoden. In 1980 werd hij fractievoorzitter van zijn partij.

### Lid van de Bondsraad
Van 10 december 1986 tot 30 april 1999 was Koller lid van de Bondsraad. Hij beheerde het Federaal Departement van Militaire Zaken (1987-1988, 1989) en het Federaal Departement van Justitie en Politie (1989, 1990-1999).
Tijdens Kollers' periode aan het hoofd van het Departement van Militaire Zaken nam het Zwitserse leger deel aan tal van vredesmissies, zoals in Cyprus, Libanon, het Midden-Oosten en Namibië.
Koller was in 1989 en 1996 vicepresident van Zwitserland en in 1990 en in 1997 bondspresident van Zwitserland.